# توب ميديا
توب ميديا (هانغل: 티오피미디어),(تعرف أيضا بي T.O.P Media) هي شركة كورية جنوبية, تأسست بواسطة آندي عضو فرقة شينهوا, تتعامل مع إدارة العديد من الفنانين. توب ميديا عادة ما تعمل مع لون إنترتينمنت كموزع للإصداراتها الموسيقية.

## عائلة توب ميديا

### الفنان الحالي

#### منفرد
- Andy

#### فرق
- تين توب (فرقة موسيقية)
- 100% (فرقة)
- UP10TION
- MCND

### ممثلون
- Niel
- Changjo
- L.Joe

## وصلات خارجية
- الموقع الرسمي